# Kirnitzschtal
Kirnitzschtal – dzielnica miasta Sebnitz w Niemczech, w kraju związkowym Saksonia, w powiecie Sächsische Schweiz-Osterzgebirge.
Do 30 września 2012 była to samodzielna gmina wchodząca w skład wspólnoty administracyjnej Sebnitz, do 29 lutego 2012 należało do okręgu administracyjnego Drezno